# Maison de la rue Loredan-Larchey
La Maison de la rue Loredan-Larchey, située au no 15, à Menton dans les Alpes-Maritimes en France, a été construite en 1910. C'est un exemple des maisons construites au début du XXe siècle sur la Riviéra avec sa frise en sgraffite sous l'avant-toit.

## Historique
La maison a été construite en 1910 par l'architecte mentonnais Abel Glena (1862-1932) pour Antoine Anfossi et sa femme Thérèse Gibelli, sur un terrain acquis en 1907. La frise en sgraffite en avant-toit est caractéristique des maisons construites à cette époque.
Les façades avec leur décor et la toiture sont inscrites au titre des monuments historiques par arrêté du 3 avril 1990.
L'édifice a reçu le Label Patrimoine du XXe siècle le 1er mars 2001.